# Церковь Покрова Пресвятой Богородицы (Власово)
Церковь Покрова Пресвятой Богородицы — православный храм Шатурского благочиния Балашихинской епархии. Расположен в селе Власове городского округа Шатура, Московской области. Основан на средства Петра Голицына в 1776 году. В 1862—1875 годах храм перестроен из кирпича на средства промышленников Ивана Андреевича и Никифора Андреевича Костеревых. Главный престол Троицкий, приделы в трапезной Покровский и Никольский.

## История
В XVII веке деревня Власовская относилась к категории помещичьих земель и принадлежала боярину Михаилу Андреевичу Голицыну вместе с деревнями Лемешинская и Семеновская. Входила в приход Воскресенской церкви села Кривандино.
В 1776 году в деревне на средства князя Петра Михайловича Голицына была построена деревянная приходская церковь во имя Покрова Пресвятой Богородицы. Следом за постройкой здания Покровской церкви началось и формирование прихода, был выделен приход из кривандинского. Деревня получила статус села.
В 1865 году на средства братьев Ивана и Никифора Костеревых был построен новый каменный храм с колокольней и тремя престолами: главный во имя Живоначальной Троицы, в честь Покрова Пресвятой Борогородицы и святого Николая Чудотворца. Старый же деревянный храм был пожертвован в новооткрытый Марковский приход Покровского уезда в 1866 году.
С 1886 года действовала приходская школа.
В состав прихода, кроме села, входили деревни Семеновская, Лемешнево, Гармониха, Дмитриевская, Андреевская и Захаровская.
В начале 1920-х годов прошлого века начались гонения на Русскую православную церковь, но храм Покрова Пресвятой Богородицы во Власове не был закрыт. В 1930-е годы были арестованы священники Феодор Анисимов и Александр Крылов, с колокольни был скинут колокол, храм разграблен, но богослужения продолжались. В 1937 году были арестованы и расстреляны на Бутовском полигоне протоиерей Арсений Троицкий и священник Гавриил Хламов. Протодиакон Иван Шляхтин и диакон Василий Васильев-Собакин отправлены в исправительные лагеря. Оставшийся без клира сельский храм был закрыт.
Три года церковь стояла закрытой. С 1940 года богослужения возобновились. Скрывшись после ареста под чужим именем, священник о. Василий, представитель рода Орлиных, не оставил служения и в итоге нашёл приют в деревне Власово (Московская область, Шатурский район), где служил до 1975 года и смог в нелегкое время богоборчества возродить разоренный Власовский приход. К юбилею 2000-летия Рождества Христова в храме провели большие реставрационные работы.
Настоятель храма — протоиерей Михаил Депутатов.